# Municipio de Beulah (Minnesota)
El municipio de Beulah (en inglés: Beulah Township) es un municipio ubicado en el condado de Cass en el estado estadounidense de Minnesota. En el año 2010 tenía una población de 64 habitantes y una densidad poblacional de 0,69 personas por km².

## Geografía
El municipio de Beulah se encuentra ubicado en las coordenadas 46°51′44″N 93°51′11″O / 46.86222, -93.85306. Según la Oficina del Censo de los Estados Unidos, el municipio tiene una superficie total de 92.5 km², de la cual 89,81 km² corresponden a tierra firme y (2,91 %) 2,69 km² es agua.

## Demografía
Según el censo de 2010, había 64 personas residiendo en el municipio de Beulah. La densidad de población era de 0,69 hab./km². De los 64 habitantes, el municipio de Beulah estaba compuesto por el 100 % blancos. Del total de la población el 3,13 % eran hispanos o latinos de cualquier raza.